# 謝花喜一郎

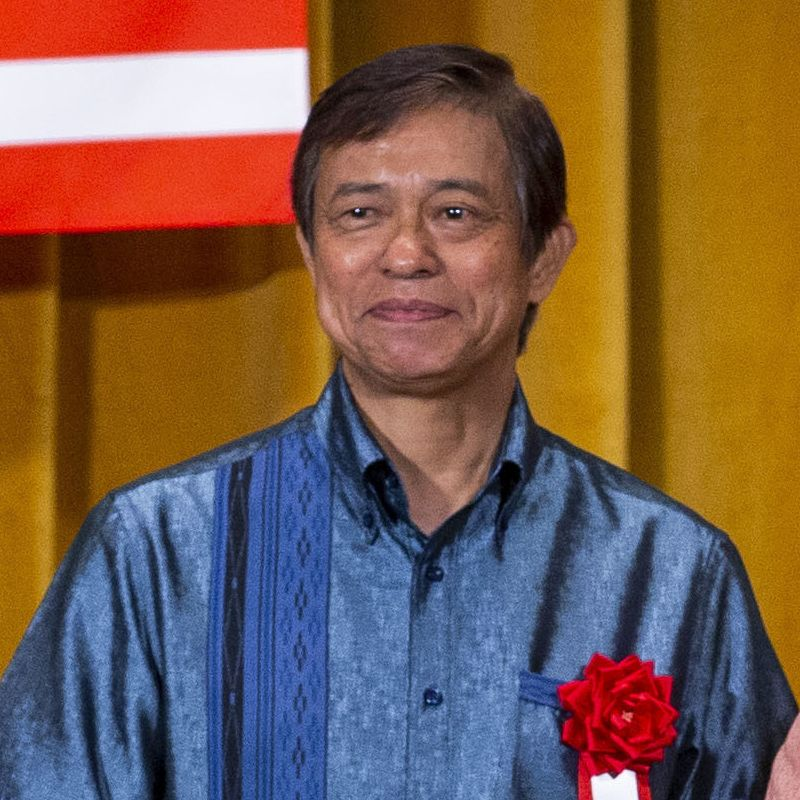
2018年5月20日、那覇市にて。

謝花 喜一郎（じゃはな きいちろう、1957年〈昭和32年〉- ）は、日本の地方公務員。沖縄県信用保証協会会長。沖縄県職員として、沖縄県企画部長、県知事公室長を歴任し、2018年4月から沖縄県副知事を務めた。同年8月には翁長雄志県知事の体調悪化に伴い、一時的に県知事職務代理者を務めた。

## 経歴
1957年生まれ、今帰仁村出身。琉球大学卒業。
2012年より沖縄県企画部長。企画部長時代は沖縄21世紀ビジョン基本計画の策定や沖縄振興一括交付金の創設など沖縄振興施策に携わり、国との交渉を担当した。2016年より事務方トップの県知事公室長に就任し、同年6月には今後、沖縄県にて在日アメリカ軍絡みの事件や事故が発生した際には沖縄県からは抗議に出向かない方針を国に伝え、政府やアメリカ側が沖縄県に説明に来るよう要求した。
2018年3月末には定年を迎えるため、同年4月より特別職の企業局長に起用されることが2月上旬に報じられた。ところが3月9日、浦崎唯昭副知事が辞職願を提出し、3月末で副知事を退任することが決定したため、翁長は後任に謝花を充てる人事を決定。翁長は謝花の基地問題に対する取り組みを評価しており、また沖縄全般の政策に精通していることも起用の理由に挙げた。
県議会に提出された謝花を副知事とする人事案の審議では、県議会野党の沖縄・自民党より唐突な人事であると指摘されたほか、謝花がアメリカ軍基地問題を担当すると一部で報道されたため、基地問題を担当する副知事が1年で代わるのは県民や県議会への裏切り行為だとする批判も出た。結局、3月28日の本会議では謝花の副知事就任議案は沖縄・自民党の議員が退席した上で採決が行われ、全会一致で可決された。

### 沖縄県副知事
2018年4月2日に副知事就任の辞令交付を受け、同日就任。辺野古への新基地建設に伴う公有水面埋め立て承認の撤回のために環境を整備すると務めるとした 一方で、国との対立点は辺野古の問題のみであるとして、それ以外の多くの面で政府と協力する意向を表明した。5月には秋の県知事選挙にて翁長の再選を目指す新組織結成に向けた会合の出席者に名を連ねた。
ところが翁長は4月に膵臓がん手術を受け、以降治療を行ったが7月末に容態が悪化し、7月30日に浦添市の浦添総合病院に緊急入院する。謝花は8月4日に池田竹州知事公室長とともに翁長が入院する病院を訪れ、翁長より緊急時には副知事を職務代理者とする方針を受けた。これが翁長との最後の面会となった。翁長はその後、意識混濁となり意思決定が困難となったため、8月8日午後5時に謝花が緊急会見し、翁長の病気療養と、8月8日から12日までは謝花が、8月13日から当分の間は富川盛武副知事が知事職務を代理することを発表した。それから約1時間半後の午後6時43分、翁長は現職知事のまま67歳で死去した。

### 沖縄県知事選挙
翁長が死去した8月8日の夜、謝花は浦添総合病院で記者会見を開き、翁長が生前に後継を指名していたかという記者からの質問に対し、これを否定した。知事選挙は9月30日投開票と決まり、8月17日に行われた県政与党の調整会議では、謝花も候補者の一人として名が挙がった。しかし18日になって翁長が生前、金秀グループの呉屋守将会長、玉城デニー衆議院議員の二人の名前を事実上の後継者として挙げる音声データが存在していたことが明らかとなる。与党で唯一、音声の確認を行った県議会の新里米吉議長は遺族の意向を汲み音声の公開を拒んだため、音声に疑義があるとして県議会与党の会派おきなわ内部からも批判が起こった が、25日になって謝花が親族関係者とともに音声の録音に立ち会っていたことが判明したほか、明確に後継という言葉は出ず、あくまで二人に期待しているという印象を受けたと証言した。
翁長が実施意向を示していた辺野古の水面埋め立て承認撤回の権限は8月17日付で謝花に委任された。翁長は生前、承認撤回について、自分にもしものことがあれば頼むと謝花に委託していたことが後に本人より明かされている。8月31日に沖縄県は埋め立て承認の撤回を行い、謝花は富川と共に記者会見し経緯などを説明した。
2018年9月30日の知事選挙では玉城デニーが当選し、10月1日に玉城は謝花を副知事として続投させると発表した。
2022年3月、沖縄県副知事を退任。同年6月、沖縄県信用保証協会会長。